# Championnats de France d'athlétisme en salle 2023
Navigation
Championnats 2022 Championnats 2024
Les 52es Championnats de France d'athlétisme en salle se déroulent les 18 et 19 février 2023 au Stadium Jean-Pellez d'Aubière.

## Programme
| Finales | 18 février                                                                                             | 19 février                                                                                           |
| ------- | --- | --- |
| Hommes  | 60 m, 3 000 m, Saut en longueur, Lancer du poids                                                       | 200 m, 400 m, 800 m, 1 500 m, 60 m haies, Saut en hauteur, Saut à la perche, Triple saut, Heptathlon |
| Femmes  | 60 m, 3 000 m, 60 m haies, Saut en hauteur, Saut à la perche, Triple saut, Lancer du poids, Pentathlon | 200 m, 400 m, 800 m, 1 500 m, Saut en longueur                                                       |

## Résultats

### Hommes
| Épreuves         | Or                               | Argent                                | Bronze                           |
| ---------------- | -------------------------------- | ------------------------------------- | -------------------------------- |
| 60 m             | Jeff Erius 6 s 62 (PB, NJR)      | Méba-Mickaël Zézé 6 s 63 (PB)         | William Aguessy 6 s 64 (PB)      |
| 200 m            | Hachim Maaroufou 21 s 02 (PB)    | Harold Achi-Yao 21 s 04 (PB)          | Paul Tritenne 21 s 04 (PB)       |
| 400 m            | Gilles Biron 46 s 11 (PB)        | Muhammad Abdallah Kounta 46 s 28 (PB) | Téo Andant 46 s 63 (PB)          |
| 800 m            | Benjamin Robert 1 min 47 s 84    | Clément Dhainaut 1 min 48 s 36        | Corentin Le Clezio 1 min 49 s 42 |
| 1 500 m          | Azeddine Habz 3 min 40 s 93      | Louis Gilavert 3 min 41 s 37          | Benoit Campion 3 min 41 s 66     |
| 3 000 m          | Bastien Augusto 7 min 57 s 56    | Simon Denissel 7 min 58 s 22          | Romain Mornet 7 min 58 s 89      |
| 60 m haies       | Just Kwaou-Mathey 7 s 53 (PB)    | Pascal Martinot-Lagarde 7 s 58        | Dimitri Bascou 7 s 58 (SB)       |
| Saut en hauteur  | Matthieu Tomassi 2,15 m (SB)     | Raphaël Moudoulou 2,15 m (PB)         | Kristen Biyengui 2,12 m          |
| Saut à la perche | Alioune Sene 5,60 m (SB)         | Valentin Lavillenie 5,60 m            | Thibaut Collet 5,50 m            |
| Saut en longueur | Jean-Pierre Bertrand 7,83 m (SB) | Jules Pommery 7,74 m                  | Romain Didelot 7,72 m (SB)       |
| Triple saut      | Benjamin Compaoré 16,95 m (SB)   | Kevin Drila 15,93 m                   | Enzo Hodebar 15,87 m             |
| Lancer du poids  | Stephen Mailagi 19,07 m (PB)     | Yann Moisan 18,28 m                   | Alexandre Henrat 17,12 m         |
| Heptathlon       | Makenson Gletty 6 090 pts (PB)   | Téo Bastien 5 744 pts (PB)            | Bastien Auzeil 5 723 pts (SB)    |

### Femmes
| Épreuves         | Or                                  | Argent                         | Bronze                            |
| ---------------- | ----------------------------------- | ------------------------------ | --------------------------------- |
| 60 m             | Cynthia Leduc 7 s 25 (SB)           | Mallory Leconte 7 s 33         | Ange Hilary Gode 7 s 34 (PB)      |
| 200 m            | Maroussia Paré 23 s 49 (SB)         | Orane Doumbé 23 s 62 (PB)      | Marie-Ange Rimlinger 23 s 92      |
| 400 m            | Camille Séri 52 s 48 (PB)           | Louise Maraval 52 s 85 (PB)    | Marjorie Veyssiere 53 s 01 (PB)   |
| 800 m            | Charlotte Pizzo 2 min 5 s 59        | Léna Kandissounon 2 min 5 s 82 | Agathe Guillemot 2 min 5 s 97     |
| 1 500 m          | Bérénice Cleyet-Merle 4 min 15 s 41 | Sarah Madeleine 4 min 15 s 78  | Anaïs Bourgoin 4 min 17 s 32 (PB) |
| 3 000 m          | Alice Finot 9 min 5 s 08            | Aude Clavier 9 min 13 s 51     | Leila Hadji 9 min 14 s 29         |
| 60 m haies       | Laëticia Bapté 7 s 95 (SB)          | Cyréna Samba-Mayela 7 s 98     | Judy Chalcou 7 s 99 (PB)          |
| Saut en hauteur  | Solène Gicquel 1,92 m (PB)          | Nawal Meniker 1,92 m (PB)      | Juliette Perez 1,83 m             |
| Saut à la perche | Margot Chevrier 4,61 m (SB)         | Ninon Chapelle 4,40 m          | Alix Dehaynain 4,40 m             |
| Saut en longueur | Tiphaine Mauchant 6,56 m            | Éloyse Lesueur-Aymonin 6,41 m  | Rougui Sow 6,40 m (SB)            |
| Triple saut      | Ilionis Guillaume 13,48 m           | Clémence Rougier 13,24 m (SB)  | Aminata Ndiaye 13,00 m (SB)       |
| Lancer du poids  | Amanda Ngandu-Ntumba 16,10 m (SB)   | Christine Gavarin 15,73 m (PB) | Naomie Wuta 15,40 m (PB)          |
| Pentathlon       | Léonie Cambours 4 603 pts (PB)      | Célia Perron 4 341 pts (SB)    | Annaelle Nyabeu Djapa 4 326 pts   |

## Légende
Records et Performances
- AR : Record continental (area record)
- CR : Record des championnats (championship record)
- MR : Record du meeting (meet record)
- NR : Record national (national record)
- OR : Record olympique (olympic record)
- PR : Record paralympique (paralympic record)
- PB : Record personnel (personal best)
- SB : Meilleure performance personnelle de la saison (season's best)
- WL : Meilleure performance mondiale de l'année (world leader)
- WJR : Record du monde junior (world junior record)
- WR : Record du monde (world record)

Circonstances et Conditions
- DNF : N'a pas terminé (did not finish)
- DNS : N'a pas pris le départ (did not start)
- DQ : Disqualification (disqualification)
- NM : Aucun essai valable enregistré (No Mark)
- Q : Qualifié « directement » au prochain tour (ou à la prochaine compétition), lors d'une compétition majeure, grâce au classement ou à la réalisation des minima (automatic qualifier)
- q : Qualifié au prochain tour (ou à la prochaine compétition), lors d'une compétition majeure, grâce au repêchage ou à la réalisation de l'une des meilleures performances parmi celles des « non qualifiés directement » (grâce au meilleur temps ou à la meilleure distance par exemple) (secondary qualifier)